# スース
スース（フランス語: Sousse）またはスーサ （アラビア語: سوسة Sūsa、フランス語: Soussa）はチュニジアの都市。チュニスの南約140kmに位置するチュニジア第三の都市で、人口は約43万人。スース県の県都である。町は美しく、「サヘルの真珠」といわれる。旧市街（アラビア語でメディナ）はユネスコ世界遺産に登録されている。

## 歴史
紀元前9世紀頃にフェニキア人によって「ハドルメントゥム（Hadrumentum）」として開かれた。古代ローマと同盟を結びんでいたため、ポエニ戦争中も含めパックス・ロマーナの700年の間比較的平和で、大きな被害を免れた。ティトゥス・リウィウスは彼の著作「ローマ建国史」の中で、大スキピオがアフリカに上陸する地として選んだのはハドルメントゥムだったとしている。
ローマ時代の後、ヴァンダル族、その後東ローマ帝国がこの町を占拠し、町の名を「ユスティニアノポリス（Justinianopolis）」と改名した。
7世紀にはアラブ人のイスラム教軍が現在のチュニジアを征服し、「スーサ（Sūsa）」と改名。その後すぐアグラブ朝の主要港となった。827年にアグラブ朝がシチリアに侵攻した際、スーサは主要基地となった。
その後ヨーロッパでは技術革新が進みイスラム教に対して優勢に出始め、12世紀にはノルマン人に征服された時期もあり、その後スペインに征服された。18世紀にはヴェネツィア共和国とフランスに征服され、町の名をフランス風に「スース（Sousse）」と改名した。その後もアラブ風の町並みは残り、現在ではアラブ人による典型的な海岸の城砦都市として観光客が多く訪れる。
2015年6月26日、海岸沿いの観光ホテルで乱射事件が発生し、37人が殺害された。
その後ISISが犯行声明を出した。

## 地理
チュニジアの中東部に位置し、ハンマメット湾に面する。

## 気候
ケッペンの気候区分でステップ気候(BSh)に区分される。
2007年8月26日に最高気温48度、1993年12月27日に最低気温4.5度を記録した。
| スースの気候                                                        | スースの気候 | スースの気候 | スースの気候 | スースの気候 | スースの気候 | スースの気候 | スースの気候 | スースの気候 | スースの気候 | スースの気候 | スースの気候 | スースの気候 | スースの気候  |
| 月                                                                  | 1月          | 2月          | 3月          | 4月          | 5月          | 6月          | 7月          | 8月          | 9月          | 10月         | 11月         | 12月         | 年            |
| ------------------------------------------------------------------- | ------------ | ------------ | ------------ | ------------ | ------------ | ------------ | ------------ | ------------ | ------------ | ------------ | ------------ | ------------ | ------------- |
| 最高気温記録 °C （°F）                                              | 27 (81)      | 30 (86)      | 37 (99)      | 36 (97)      | 43 (109)     | 47 (117)     | 47 (117)     | 48 (118)     | 42 (108)     | 40 (104)     | 31 (88)      | 30 (86)      | 48 (118)      |
| 平均最高気温 °C （°F）                                              | 15.8 (60.4)  | 16.3 (61.3)  | 17.8 (64)    | 20.2 (68.4)  | 23.4 (74.1)  | 27.1 (80.8)  | 30.7 (87.3)  | 31.5 (88.7)  | 30.2 (86.4)  | 25.6 (78.1)  | 20.8 (69.4)  | 16.7 (62.1)  | 23.01 (73.42) |
| 日平均気温 °C （°F）                                                | 11.4 (52.5)  | 11.7 (53.1)  | 13.3 (55.9)  | 15.6 (60.1)  | 18.7 (65.7)  | 22.4 (72.3)  | 25.6 (78.1)  | 26.2 (79.2)  | 25.0 (77)    | 20.9 (69.6)  | 16.1 (61)    | 12.4 (54.3)  | 18.27 (64.9)  |
| 平均最低気温 °C （°F）                                              | 7.2 (45)     | 7.4 (45.3)   | 8.9 (48)     | 11.0 (51.8)  | 14.1 (57.4)  | 17.8 (64)    | 20.6 (69.1)  | 20.9 (69.6)  | 19.9 (67.8)  | 16.3 (61.3)  | 11.5 (52.7)  | 8.1 (46.6)   | 13.64 (56.55) |
| 最低気温記録 °C （°F）                                              | 4.8 (40.6)   | 5 (41)       | 5.5 (41.9)   | 5.5 (41.9)   | 9 (48)       | 13 (55)      | 14 (57)      | 20 (68)      | 15 (59)      | 7 (45)       | 5.5 (41.9)   | 4.5 (40.1)   | 4.5 (40.1)    |
| 降水量 mm （inch）                                                  | 43 (1.69)    | 48 (1.89)    | 35 (1.38)    | 28 (1.1)     | 15 (0.59)    | 9 (0.35)     | 2 (0.08)     | 7 (0.28)     | 35 (1.38)    | 44 (1.73)    | 35 (1.38)    | 53 (2.09)    | 354 (13.94)   |
| 平均降雨日数                                                        | 7            | 6            | 7            | 6            | 5            | 2            | 1            | 2            | 4            | 6            | 6            | 7            | 59            |
| 平均日照時間                                                        | 6            | 7            | 7            | 8            | 10           | 11           | 12           | 11           | 9            | 7            | 7            | 6            | 8.4           |
| 出典1：Climate-Data.org, Weather2Travel for rainy days and sunshine |              |              |              |              |              |              |              |              |              |              |              |              |               |
| 出典2：Voodoo Skies for record temperatures                         |              |              |              |              |              |              |              |              |              |              |              |              |               |

## 観光
地中海の温暖な気候と、歴史遺産などにより、観光がこの町の最大の産業となり、現在では年間120万人の観光客が訪れる。
- 旧市街メディナ：世界遺産に登録されている。
- グランド・モスク（フランス語版）
- リバート（Ribat of Sousse）
- スース考古学博物館（英語版）
- ポール・エル・カンタウイ（Port El Kantaoui）：郊外にあるヨットハーバー及びリゾート・コンプレックス

## 交通

### 空港
スースには空港がないが、市街から20分の位置にモナスティルのモナスティル・ハビーブ・ブルギーバ国際空港、IATAコード：MIR）がある。

## スポーツ
- サッカーのエトワール・スポルティブ・デュ・サヘル（Étoile Sportive du Sahel）

## 姉妹都市
- ティエス、セネガル 1965年11月20日
- リュブリャナ、スロベニア 1967年7月27日
- en:Poděbrady、チェコ 1969年5月17日
- ブローニュ＝ビヤンクール、フランス 1977年7月12日
- ブラウンシュヴァイク、ドイツ 1980年9月10日
- マラケシュ、モロッコ 1982年11月17日
- コンスタンティーヌ、アルジェリア 1984年6月9日
- アタール、モーリタニア 1989年7月29日
- マイアミ、アメリカ合衆国 1994年5月10日
- サラーラ、オマーン 1994年6月20日
- ラタキア、シリア 1995年6月29日
- イズミル、トルコ 2006年5月15日
- 威海市、中国 2007年8月25日

## 世界遺産

### 登録基準
この世界遺産は世界遺産登録基準のうち、以下の条件を満たし、登録された（以下の基準は世界遺産センター公表の登録基準からの翻訳、引用である）。
- (3) 現存するまたは消滅した文化的伝統または文明の、唯一のまたは少なくとも稀な証拠。
- (4) 人類の歴史上重要な時代を例証する建築様式、建築物群、技術の集積または景観の優れた例。
- (5) ある文化（または複数の文化）を代表する伝統的集落、あるいは陸上ないし海上利用の際立った例。もしくは特に不可逆的な変化の中で存続が危ぶまれている人と環境の関わりあいの際立った例。

## ギャラリー

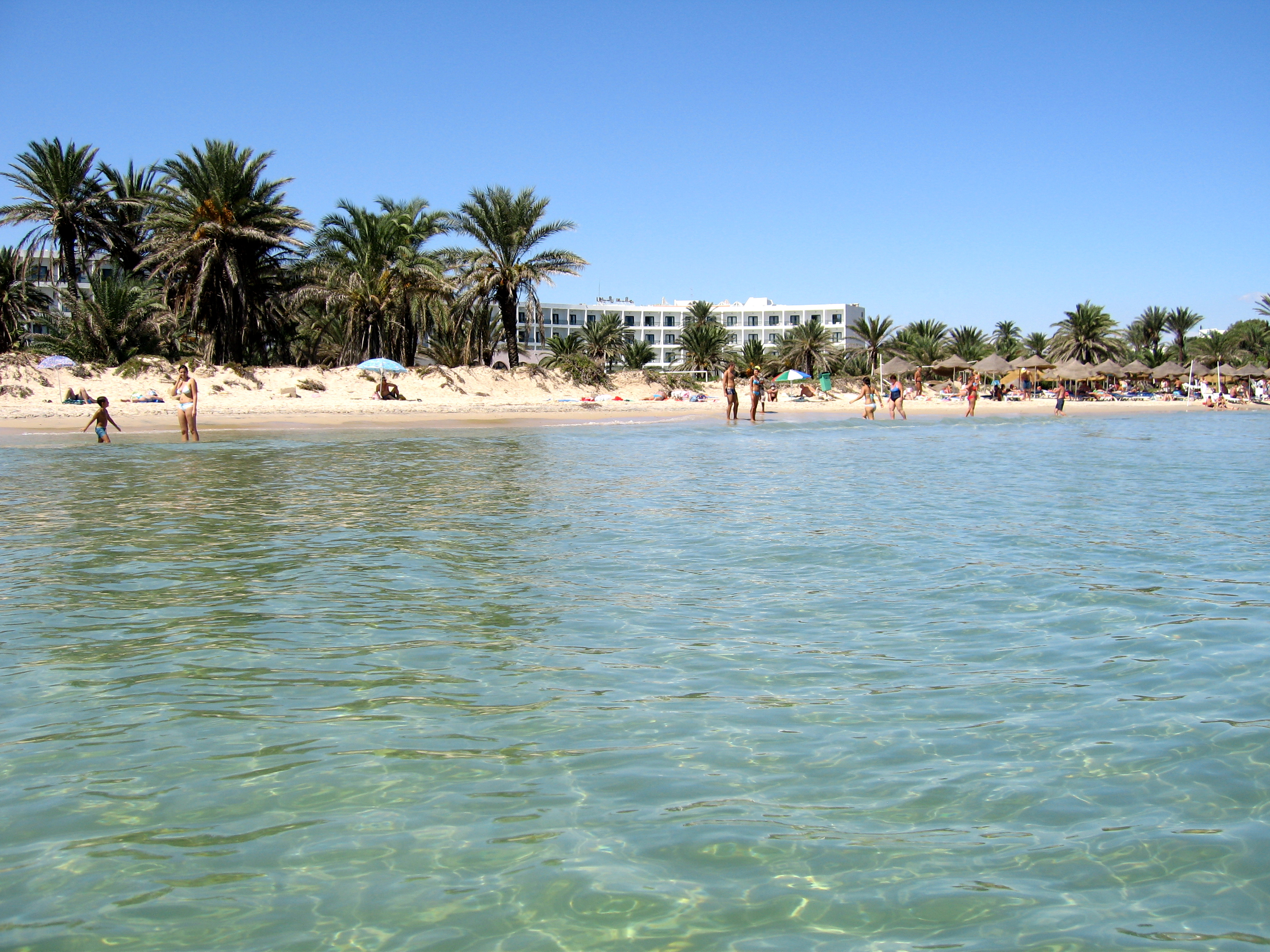
スースの浜辺
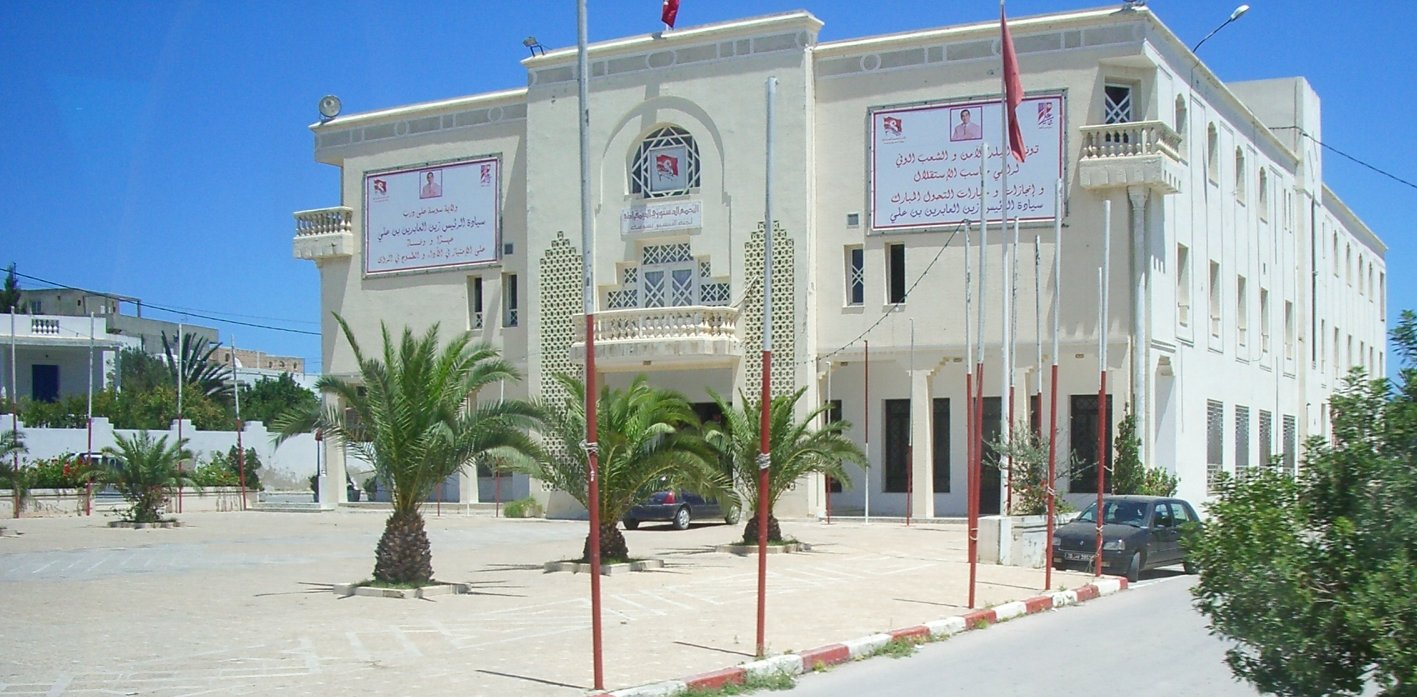
庁舎
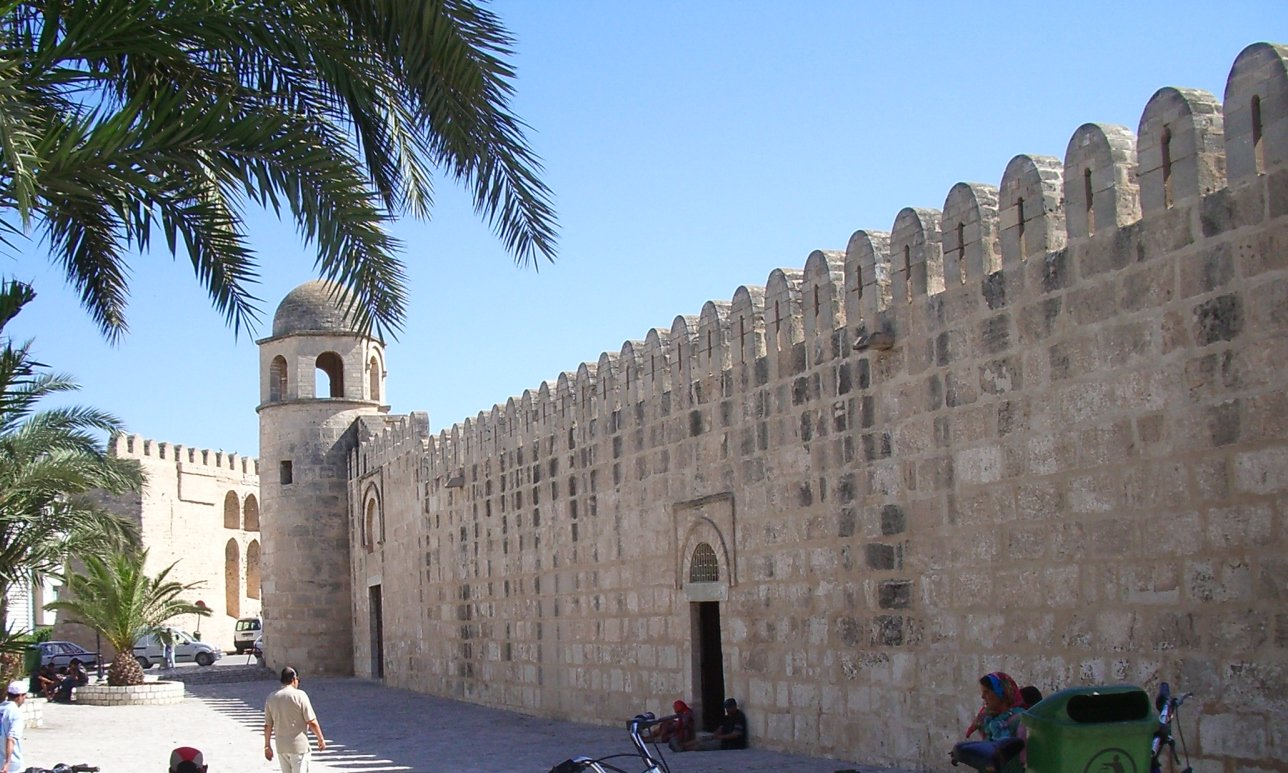
スースのリバート（英語版）
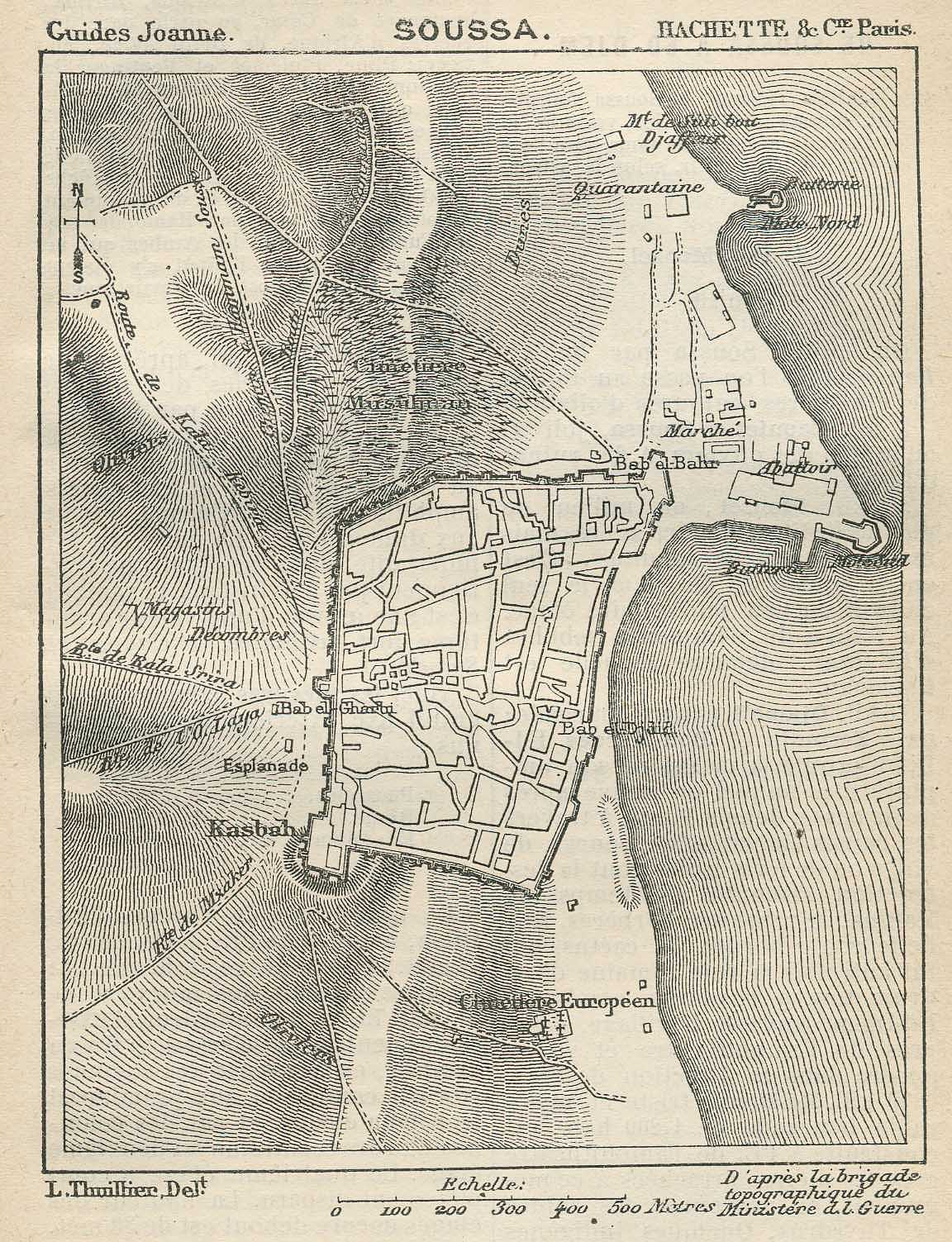
1888年スース地図